# Kalisz (stad)
Kalisz (uitspraakⓘ) (Duits: Kalisch) is een stad in centraal Polen in de wojwodschap Groot-Polen. De stad telt ongeveer 109.000 inwoners (2005) en is gelegen aan de rivier de Prosna.
De stad vormt een aaneengesloten agglomeratie met de nabijgelegen steden Ostrów Wielkopolski en Skalmierzyce.

## Religie
In Kalisz zijn 19 rooms-katholieke, 5 protestantse en een oosters-orthodoxe kerk.

## Verkeer en vervoer
- Station Kalisz
- Station Kalisz Szczypiorno
- Station Kalisz Winiary

## Geboren in Kalisz
- Avraham Gombiner (ca. 1635-1682), Joodse rabbijn en leraar
- Wojciech Boguslawski (1757-1892), theaterdirecteur, musicalschrijver en -regisseur
- Cyprian Godebski (1765-1809), vrijheidsstrijder en dichter
- Dawid Flamm (1793-1876), gynaecoloog
- Karl Heinrich Hermes (1800-1856), journalist
- Thekla von Gunkert (1810-1897), auteur
- Stefan Giller (1833-1918), dichter
- Adam Asnyk (1838-1897), dichter en toneelschrijver
- Juliusz Bursche (1862–1942), bisschop
- Alina Szapocznikow (1926-1973), graficus en beeldhouwer
- Tomasz Lisowicz (1977-2024), wielrenner
- Aleksandra Dawidowicz (1987), mountainbikester
- Przemysław Kasperkiewicz (1994), wielrenner

## Afbeeldingen

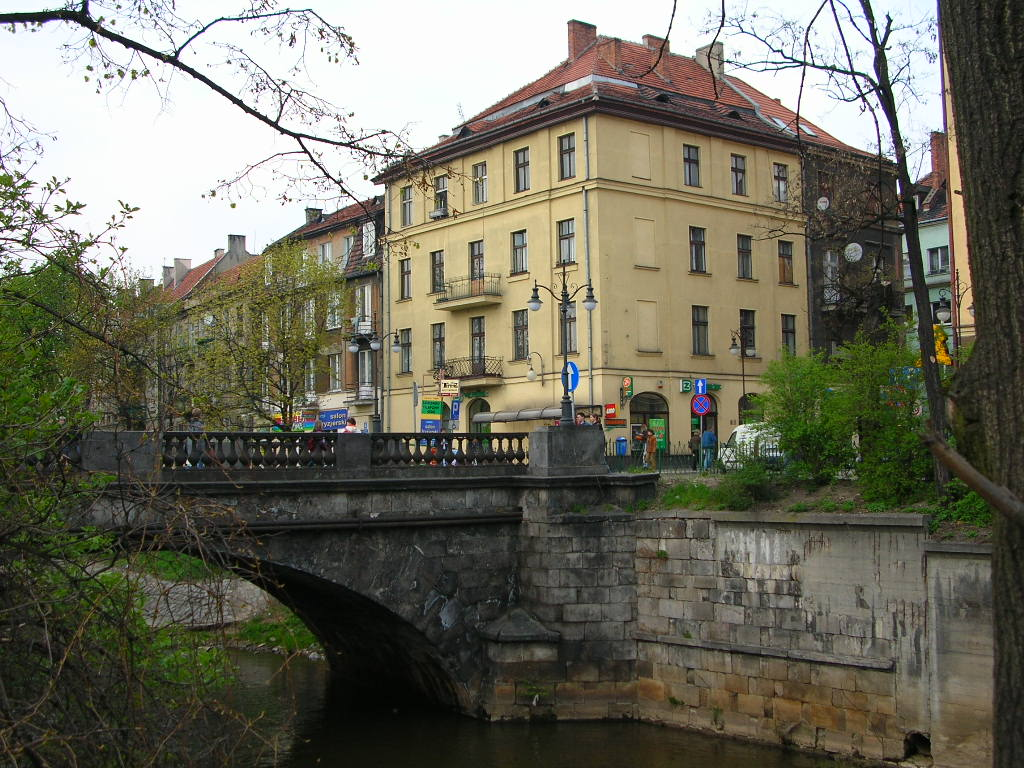
Stenen brug
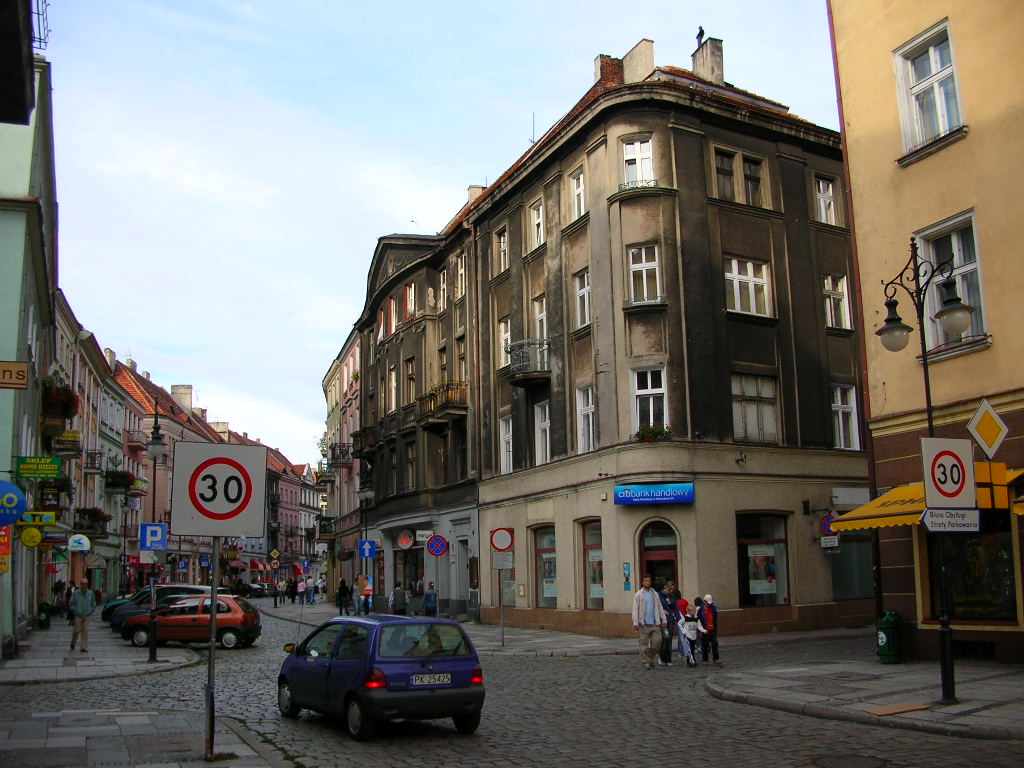
Oude stad
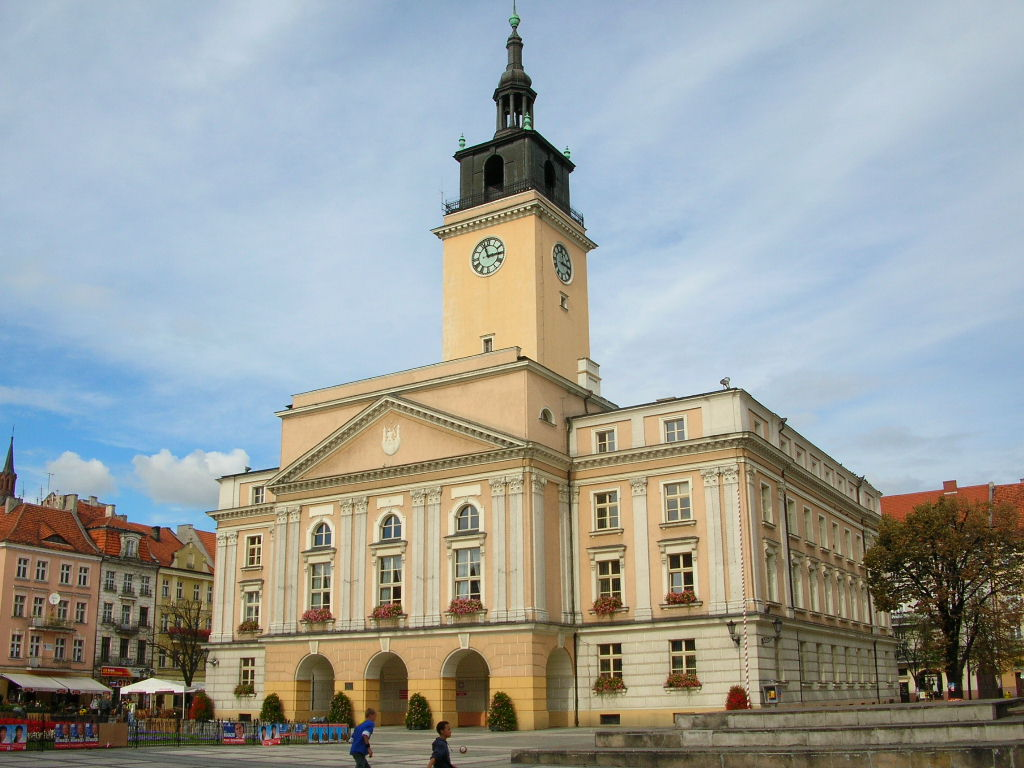
Stadhuis
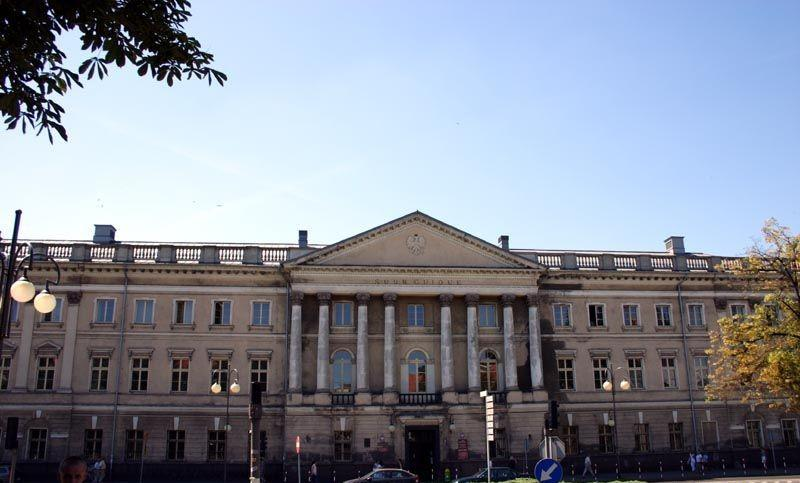
Tribunaal Paleis

## Partnersteden
- Heerhugowaard (Nederland)
- Tongeren (België)

Stadsdistricten:
Kalisz · Konin · Leszno · Poznań

Districten:
Chodzież · Czarnków · Gniezno · Gostyń · Grodzisk Wielkopolski · Jarocin · Kalisz · Kępno · Koło · Konin · Kościan · Krotoszyn · Leszno · Międzychód · Nowy Tomyśl · Oborniki · Ostrów Wielkopolski · Ostrzeszów · Piła · Pleszew · Poznań · Rawicz · Słupca · Środa Wielkopolska · Śrem · Szamotuły · Turek · Wągrowiec · Wolsztyn · Września · Złotów

Grootste steden:
Gniezno · Jarocin · Kalisz · Koło · Konin · Kościan · Krotoszyn · Leszno · Luboń · Ostrów Wielkopolski · Piła · Poznań · Śrem · Swarzędz · Turek · Wągrowiec · Września